# ريتشارد سميث (لاعب هوكي الحقل)
ريتشارد سميث (بالإنجليزية: Richard Smith) هو لاعب هوكي الحقل بريطاني، ولد في 28 سبتمبر 1987 في بورتسموث في المملكة المتحدة.

## وصلات خارجية
- ريتشارد سميث على موقع اللجنة الأولمبية الدولية (الإنجليزية)
- ريتشارد سميث على موقع أوليمبيديا (الإنجليزية)
- ريتشارد سميث على موقع اللجنة الأولمبية البريطانية (الإنجليزية)
- ريتشارد سميث على موقع اتحاد ألعاب الكومنولث (مؤرشف) (الإنجليزية)